# Sidé
Pour les articles homonymes, voir Sidé (homonymie).
Sidé est un port de la côte de Pamphylie sur le golfe d'Antalya (actuellement Side ou Selimiye) fondé aux environs du VIIe siècle av. J.-C. par des Grecs originaires d'Éolie, de la cité de Kymé. 
Sidé est actuellement un important site touristique.

## Histoire
Son histoire est assez mal connue jusqu'à l'époque de l'empire achéménide dont elle fait partie. Elle se soumet en 333 av. J.-C. à Alexandre le Grand, puis est intégrée au royaume des Séleucides. C'est au IIe siècle av. J.-C. un repaire de pirates qui prospère malgré la concurrence du port d'Antalya, construit par le roi de Pergame Attale II. Prise par Pompée en 67 av. J.-C., la cité décline progressivement avec l'empire romain. Un timide redressement sous les Byzantins aux Ve et VIe siècles n'empêche pas l'abandon de la cité lors des invasions et raids arabes au VIIe siècle.

## Archéologie

### Site

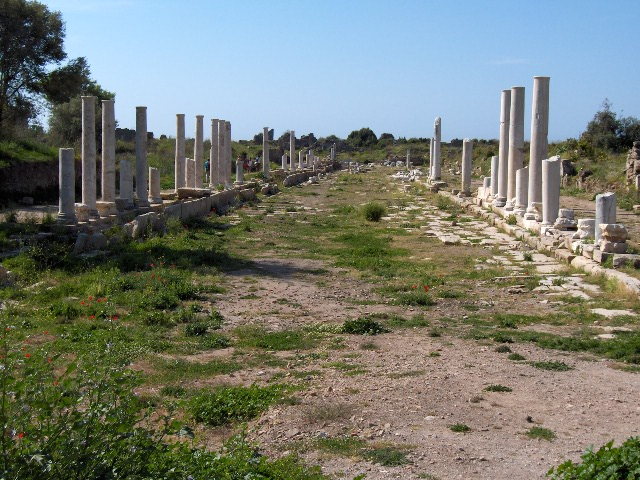
Agora de Sidé

Le site est fouillé archéologiquement pour la première fois en 1880, puis de façon systématique par l'université d'Istanbul entre 1947 et 1966. Située sur un promontoire donnant sur la mer au nord, à l'ouest et au sud, la cité était protégée à l'est par une enceinte, du IIe siècle, régulière et défendue par des tours à trois étages, ainsi que deux portes fortifiées. La rue principale, partant d'une porte située au nord-est, rejoignait une agora, siège de nombreuses boutiques sur ses côtés, d'environ 95 × 90 m, entourée à l'origine d'un ensemble de colonnades. Juste au nord se trouve le musée local actuel sur le site d'anciens thermes du Ve siècle.

### Nymphée
Situé près de l'entrée de la ville, le Nymphée de Sidé était somptueux, et il copiait manifestement le Septizodium de Rome. 

### Théâtre

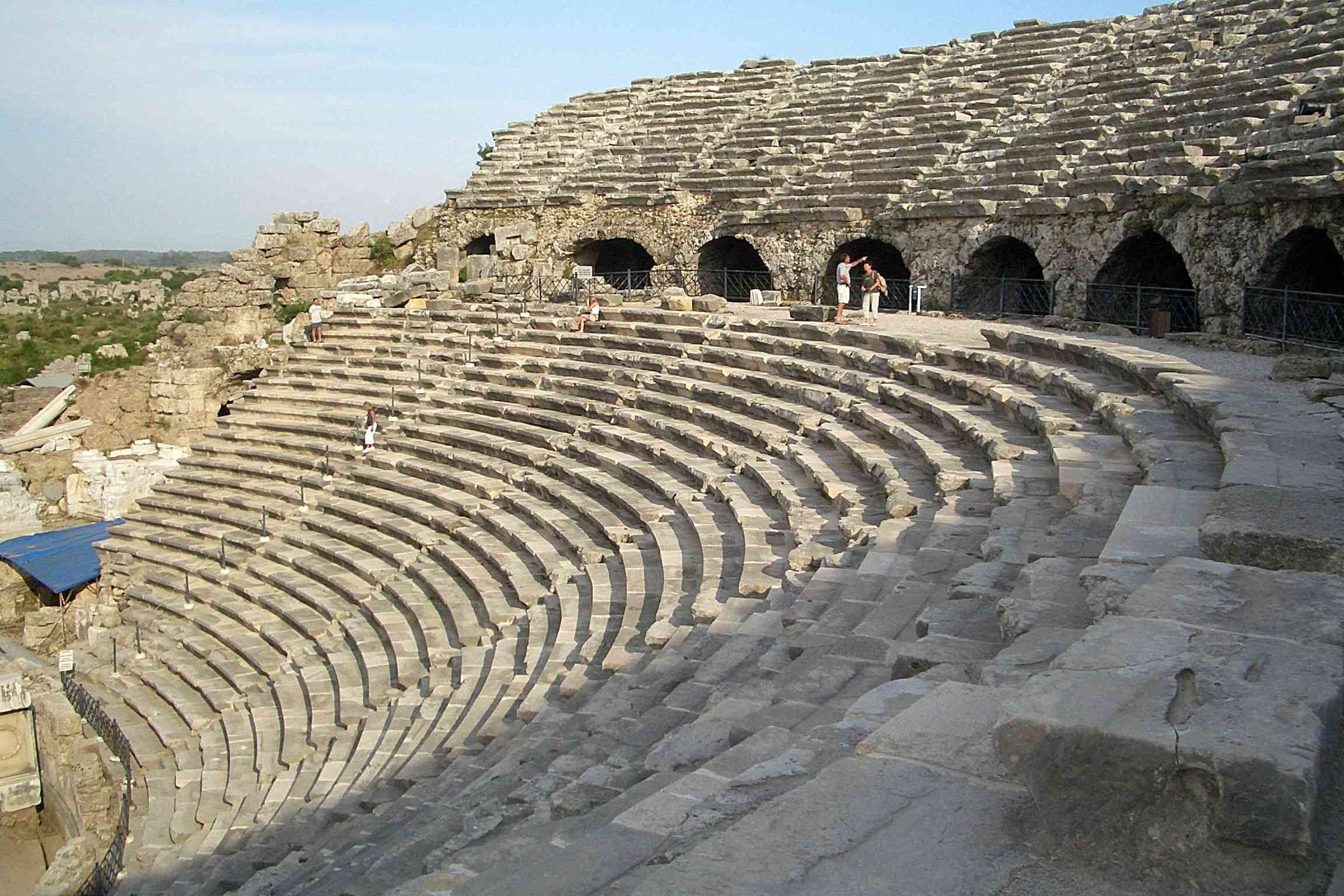
Théâtre de Sidé

À l'ouest, jouxtant l'agora, se dressent les éléments encore bien conservés d'un théâtre, entouré d'arcades massives, qui remonte sans doute au milieu du IIe siècle. Ce théâtre, conçu tout spécialement pour les jeux du cirque, avait tout autour de l'orchestra (la piste), un mur de 2,5 m afin de protéger les spectateurs. Il subit une curieuse transformation au Ve ou VIe siècle puisqu'il fut transformé en église. Au sud-est du théâtre existait un marché rectangulaire (88,50 × 69,20 m) entouré, sur 7 m de profondeur, d'une colonnade ionique. À l'est de ce marché, à proximité des remparts, s'élève une petite basilique datant de l'époque byzantine et un baptistère (Ve – VIe siècle).

### Bâtiment de l'Agora Est

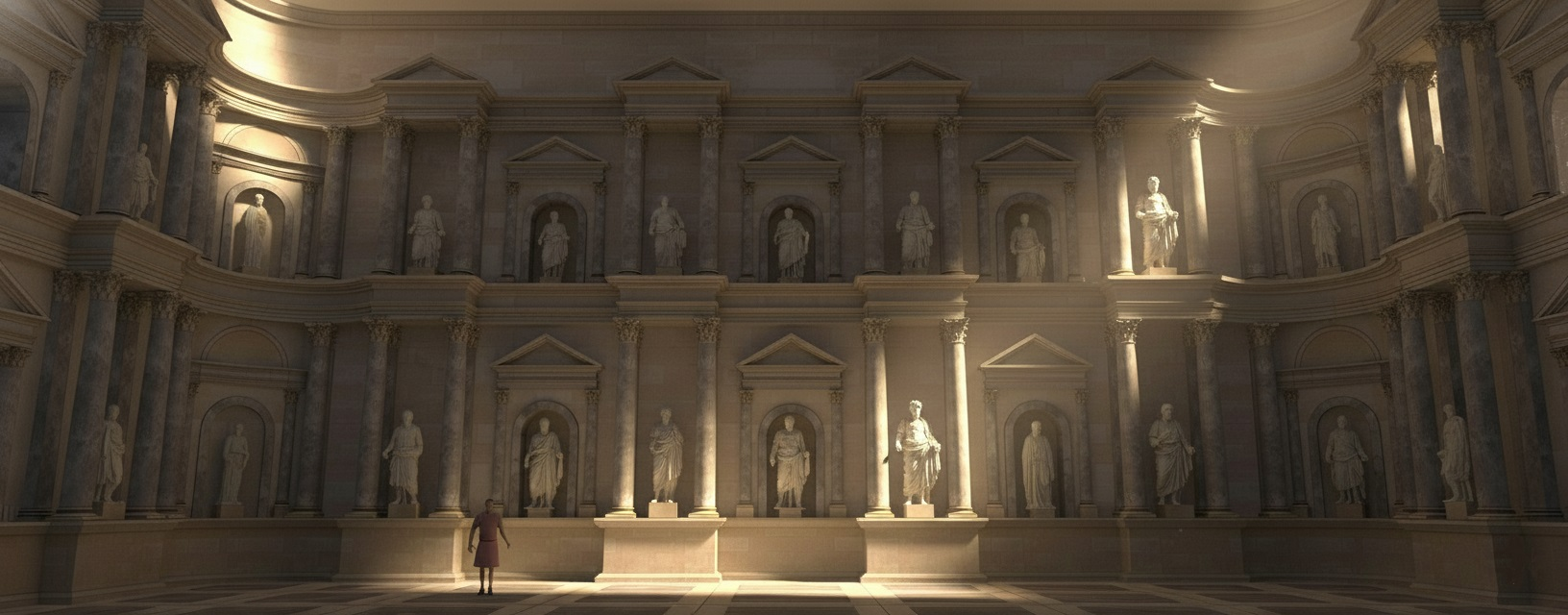
Restitution de la salle centrale de la Bibliothèque (ou du Gymnase) de Sidé

Le bâtiment appelé l'Agora Est paraît en réalité correspondre soit à un gymnase soit éventuellement même à une Bibliothèque publique. 
En effet, le plan de ce complexe est similaire à la Bibliothèque d'Hadrien à Athènes.
Peut-être même que le plan de toutes ces bibliothèques romaines d'Asie Mineure prend exemple sur celui de la Grande Bibliothèque d'Alexandrie. Une partie du mur de la salle principale, située au centre au fond de la cour, est encore bien conservée, ce qui permet d'en envisager sa restitution.

### Deux temples du port

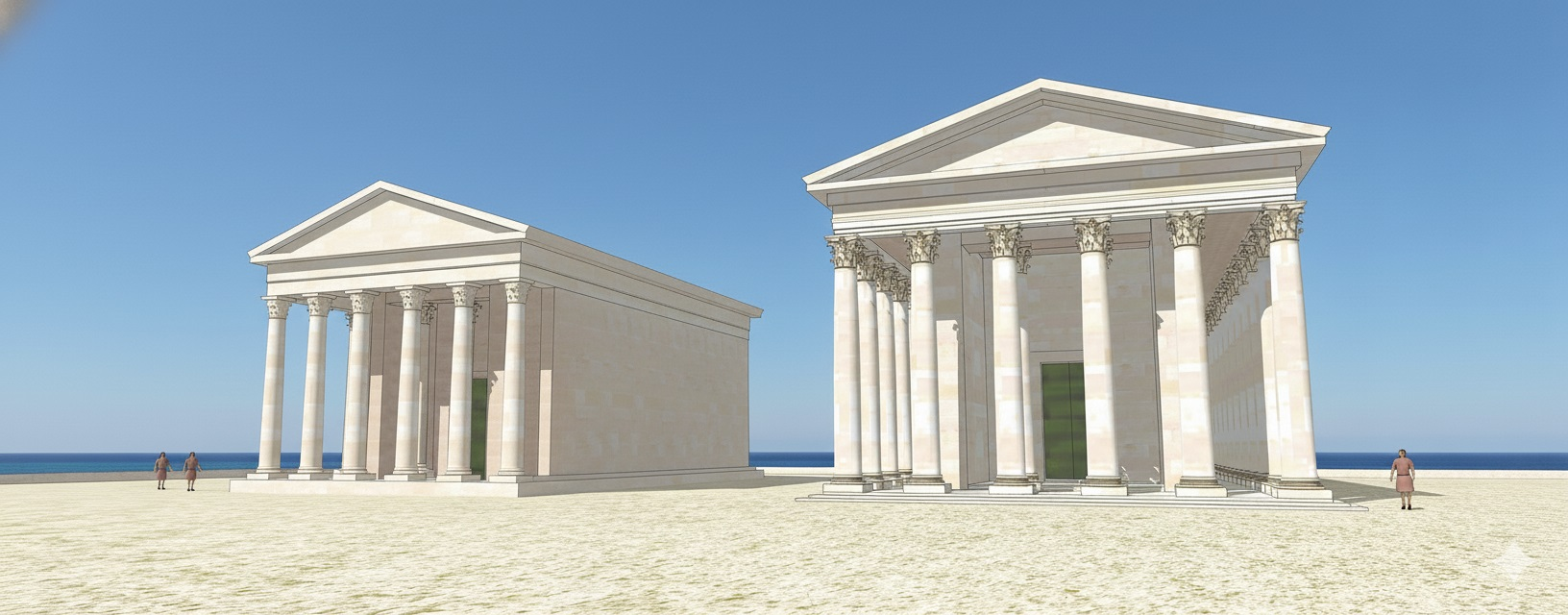
Reconstitution des temples d'Apollon et d'Athéna à Sidé

Plus à l'ouest, à proximité du port et de la ville antérieure à l'époque romaine, en y accédant par des rues bordées de colonnades corinthiennes (partiellement préservées), se trouvent les vestiges d'un temple (16,37 × 29,50 m) périptère (6 colonnes sur 11) d'Apollon (IIe siècle), partiellement restauré. Le temple d'Athéna, lui aussi périptère, est plus grand (17,65 × 35 m) et date probablement de la même époque. Il est aujourd'hui largement détruit (n'en reste que les bases de quelques colonnes).

### Aqueduc
La ville était alimentée en eau à l'époque romaine par un aqueduc arrivant par le nord-est et qui est encore bien conservé.